# Arycanda simulans
Arycanda simulans är en fjärilsart som beskrevs av Butler 1884. Arycanda simulans ingår i släktet Arycanda och familjen mätare. Inga underarter finns listade i Catalogue of Life.